# Пьер де Вандом
Пьер (Pierre de Vendôme) (р. ок. 1200, ум. 25 марта 1249 в Египте) — граф Вандома с 1239/1240 из рода Монтуар.
Второй сын Жана IV де Вандома и Эглантины (де Понтлевуа?). После смерти старшего брата — Жана стал наследником графства.
В начале 1249 г. отправился вместе с королём Людовиком Святым в Седьмой крестовый поход и умер в Египте в том же году 25 марта. Похоронен в Вандоме в церкви Святого Георгия.
Жена — Жанна де Майен, дочь Жюэля III де Майена и Жервезы де Витре, дамыде Динан. Дети:
- Бушар V, граф Вандома в 1249—1270
- Жан, сеньор де Плесси-Году и де Френ
- Жоффруа, сеньор Ла Шартра-сюр-ле-Луар, Лассе и Горрона, предок принцев Шабанэ и Конфлан
- Матьё (ум. 1286), аббат Сен-Дени, регент Франции